# Chojun Miyagi

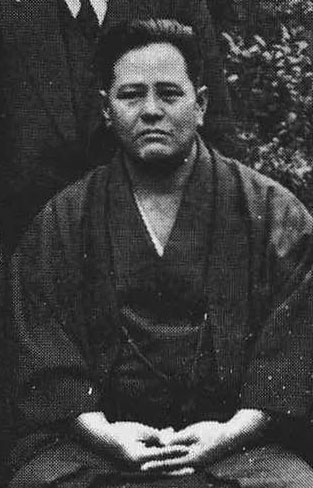
Miyagi Chōjun

Chojun Miyagi (宮城 長順 Miyagi Chōjun), född 1888 i Naha, Okinawa, död 1953, var en karatemästare från Ryukyuöarna, som utvecklade och grundade  Gōjū-ryū, (Hårdmjuk stil).
Karate-do (Tom hands väg) utvecklades på ön Okinawa. Okinawa hade tidigt ett stort utbyte med Kina, kulturellt och ekonomiskt. Man studerade exempelvis kinesiska kampkonster och kombinerade dessa med det inhemska kampsystemet. Det ledde till utvecklingen av Karate-dō. Sensei Miyagi Chōjun skapade katan Sanchin - den hårda aspekten och katan Tensho - den mjuka aspekten av Gōjū.
Gōjū-kai grundades av Yamaguchi Gōgen (1909 - 1989). Han tränade karate (Gōjū-stilen) under ledning av en timmerman från Okinawa vid namn Maruta. Yamaguchi utvecklade de första momenten i vad som idag kallas jiyū kumite (fri kamp). Han fastställde även ett poängsystem och diverse regler, varav några praktiseras än idag inom sport- eller så kallad tävlingskarate. Han har tillfört Gōjū-systemet Taikyoku-katorna som träningsmoment för nybörjare, som en förberedelse inför de mer avancerade katorna.